# Sishiba (köpinghuvudort i Kina, Jiangxi Sheng, lat 28,23, long 118,03)
Sishiba (kinesiska: 四十八) är en köpinghuvudort i Kina. Den ligger i provinsen Jiangxi, i den sydöstra delen av landet, omkring 220 kilometer öster om provinshuvudstaden Nanchang. Antalet invånare är 20 357. Befolkningen består av 9 628 kvinnor och 10 729 män. Barn under 15 år utgör 26,0 %, vuxna 15-64 år 66 %, och äldre över 65 år 7,0 %.
Runt Sishiba är det ganska tätbefolkat, med 239 invånare per kvadratkilometer. Närmaste större samhälle är Chating, 19,6 km nordväst om Sishiba. I omgivningarna runt Sishiba växer i huvudsak blandskog.
Genomsnittlig årsnederbörd är 2 682 millimeter. Den regnigaste månaden är juni, med i genomsnitt 514 mm nederbörd, och den torraste är oktober, med 39 mm nederbörd.